# 大拜拉克
50°2′39″N 33°51′9″E / 50.04417°N 33.85250°E
大拜拉克（烏克蘭語：Великий Байрак），是烏克蘭的村落，位於該國中部波爾塔瓦州，由米爾霍羅德區負責管轄，處於霍羅爾河右岸，距離米尔内1.5公里，海拔高度106米，2001年人口485。